# Stortingsvalget 1961
Stortingsvalget 1961 var et stortingsvalg i Norge, der blev afholdt den 11. september 1961.  
Arbeiderpartiet fik næsten halvdelen af alle stemmerne, men mistede alligevel det rene flertal de havde haft i Stortinget siden 2. verdenskrig. Det nye parti Sosialistisk Folkeparti (SF), fik en vigtig vippeposition. 
Einar Gerhardsens tredje regering fortsatte. Regeringen måtte dog gå af i august 1963 på grund af Kings Bay-sagen. SF stemte da sammen med de borgerlige partier for et mistillidsforslag mod regeringen. John Lyngs regering sat i en lille måned inden den blev erstattet af Einar Gerhardsens nye og fjerde regering.

## Resultat
| Parti                         | Procent af stemmer (%) | Ændring i forhold til 1957 | Mandater | Ændring i forhold til 1957 |
| ----------------------------- | ---------------------- | -------------------------- | -------- | -------------------------- |
| Arbeiderpartiet               | 46,8                   | - 1,6                      | 74       | - 4                        |
| Høyre                         | 19,3                   | + 2,4                      | 29       | 0                          |
| Senterpartiet                 | 6,8                    | - 1,8                      | 16       | + 1                        |
| Kristelig Folkeparti          | 9,3                    | - 0,9                      | 15       | + 3                        |
| Venstre                       | 7,2                    | - 2,4                      | 14       | - 1                        |
| Sosialistisk Folkeparti       | 2,4                    | + 2,4                      | 2        | + 2                        |
| Norges Kommunistiske Parti    | 2,9                    | - 0,5                      | 0        | - 1                        |
| Borgerlige felleslister       | 5,2                    | + 2,3                      | 0¹       | 0                          |
| Frie Venstre-velgere          | 0,1                    | + 0,1                      | 0        | 0                          |
| Norsk Sosialdemokratisk Parti | 0,03                   | - 0,13                     | 0        | 0                          |
| Total                         | 100                    | 0                          | 150      | 0                          |

¹ Mandat fra borgerlige fælleslister fordelt på de forskellige partier.
De borgerlige fælleslister var:
- Senterpartiet og Venstre i Østfold, Oppland, Aust-Agder, Vest-Agder og Sør-Trøndelag
- Høyre og Kristelig Folkeparti i Bergen

Statistisk Sentralbyrå har lavet en statistik over valgresultatet, hvis fælleslisternes stemmer blev fordelt på enkelt partierne. Resultaterne for disse på landsbasis bliver da:
| Parti                | Stemmer i procent (%) | Ændring fra 1957 |
| -------------------- | --------------------- | ---------------- |
| Høyre                | 20,0                  | + 1,1            |
| Kristelig Folkeparti | 9,6                   | - 0,6            |
| Senterpartiet        | 9,3                   | 0                |
| Venstre              | 8,9                   | -0,7             |